# Манфред Мойрер
Манфред Мойрер (нім. Manfred Meurer; 8 вересня 1919, Гамбург — 22 січня 1944, Магдебург) — німецький льотчик-ас нічної винищувальної авіації, гауптман люфтваффе. Кавалер Лицарського хреста Залізного хреста з дубовим листям.

## Біографія
В 1938 році призваний до люфтваффе. Спочатку служив у зенітній артилерії, в середині 1939 року направлений в льотну школу. В січні 1940 року направлений в училище важких винищувачів, а наприкінці 1941 року зарахований в 9-у ескадрилью 1-ї ескадри нічних винищувачів. Свою першу перемогу здобув у ніч на 27 березня 1942 року, а до 1943 року на його рахунку були 10 збитих літаків. З 1 січня 1943 року — командир 3-ї ескадрильї своєї ескадри. В ніч на 15 лютого 1943 року збив 3 британські бомбардувальники, в ніч на 13 березня — ще 3. Протягом травня 1943 року збив ще 14 літаків і в ніч на 28 липня здобув свою 50-ту перемогу. З 5 серпня 1943 року — командир 2-ї групи 5-ї ескадри нічних винищувачів, з 28 вересня 1943 року — 1-ї групи 1-ї ескадри нічних винищувачів. Загинув у бою з британською авіацією, яка робила наліт на Магдебург. Цієї ночі британці втратили 56 бомбардувальників, ще 30 отримали пошкодження і потім 3 з них розбилися під час посадки в Англії. Люфтваффе втратили 4 літаки, в тому числі загинули загинули Мойрер і принц Генріх цу Зайн-Віттгенштайн.
Всього за час бойових дій здійснив 130 бойових вильотів і збив 65 літаків, в тому числі 44 чотиримоторні бомбардувальники і 2 «Москіто».

## Нагороди
- Нагрудний знак пілота
- Залізний хрест
  - 2-го класу (17 квітня 1942)
  - 1-го класу (19 грудня 1942)
- Почесний Кубок Люфтваффе (15 березня 1943)
- Німецький хрест в золоті (31 березня 1943)
- Лицарський хрест Залізного хреста з дубовим листям
  - лицарський хрест (16 квітня 1943) — за 23 перемоги.
  - дубове листя (№ 264; 2 серпня 1943) — за 50 перемог. Вручене особисто Адольфом Гітлером.
- Авіаційна планка нічного винищувача в золоті